# Operatie Ellamy
Operatie Ellamy was de codenaam voor het aandeel van het Verenigd Koninkrijk in het handhaven van de no-flyzone die door de Veiligheidsraad van de Verenigde Naties in resolutie 1973 was vastgelegd om een einde te maken aan de aanvallen op Libische burgers door de strijdkrachten van Moammar al-Qadhafi. Het Verenigd Koninkrijk maakte deel uit van de internationale coalitie, de zogeheten Coalition of the willing, om dit doel te bereiken.
Deze no-flyzone werd voorgesteld tijdens de Libische opstand om Qadhafi-getrouwe troepen te verhinderen luchtaanvallen uit te voeren op de Libische rebellen in maart 2011. Op de Parijse conferentie van 19 maart 2011 werd tot onmiddellijke militaire actie besloten. De operatie hield in het inzetten van de Eurofighter Typhoon- en de Panavia Tornado-gevechtsvliegtuigen met inbegrip van verkenningsvliegtuigen.
Het aandeel van de Verenigde Staten noemde men Operatie Odyssey Dawn, de Franse inbreng vond plaats onder de aanduiding Operatie Harmattan en de Canadese inbreng heette Operatie MOBILE.